# Erigorgus
Erigorgus is een geslacht van insecten uit de orde vliesvleugeligen (Hymenoptera) en de familie Ichneumonidae.

## Soorten
- E. alpigenus Heinrich, 1953
- E. ambiguus (Norton, 1863)
- E. andinus (Brethes, 1913)
- E. annulitarsis (Thomson, 1892)
- E. anthracinus Dasch, 1984
- E. apollinis Kriechbaumer, 1900
- E. aquilonius Dasch, 1984
- E. attenuatus Dasch, 1984
- E. bakeri Dasch, 1984
- E. barbaricus (Morley, 1913)
- E. bilineatus Dasch, 1984
- E. borealis (Hellen, 1926)
- E. brevifemur Dasch, 1984
- E. brooksi Dasch, 1984
- E. buccatus (Morley, 1913)
- E. cerinops (Gravenhorst, 1829)
- E. compressus Dasch, 1984
- E. concavus Kusigemati, 1987
- E. coreanus Uchida, 1936
- E. coreensis (Uchida, 1955)
- E. cubitator Aubert, 1960
- E. curtus (Norton, 1863)
- E. erythrocerus (Cameron, 1906)
- E. femorator Aubert, 1960
- E. ferrugineus (Norton, 1863)
- E. fibulator (Gravenhorst, 1829)
- E. foersteri (Mocsary, 1897)
- E. garugawensis (Uchida, 1928)
- E. hirayamaeus (Uchida, 1928)
- E. idahoensis Dasch, 1984
- E. interstitialis (Cameron, 1906)
- E. lacertosus Atanasov, 1975
- E. lanator Aubert, 1989
- E. lateralis (Brulle, 1846)
- E. latro (Schrank, 1781)
- E. leucopus (Szepligeti, 1905)
- E. lubricus Atanasov, 1975
- E. macilentus Dasch, 1984
- E. melanobatus (Gravenhorst, 1829)
- E. melanops (Forster, 1855)
- E. moiwanus (Uchida, 1928)
- E. narkandensis (Gupta, 1955)
- E. neglectus (Morley, 1913)
- E. nigritus (Norton, 1863)
- E. niveus Dasch, 1984
- E. nubilipennis Dasch, 1984
- E. ontariensis Dasch, 1984
- E. pilosellus (Cameron, 1906)
- E. planus Dasch, 1984
- E. procerus (Gravenhorst, 1829)
- E. prolixus Atanasov, 1975
- E. pumilus Dasch, 1984
- E. punctatus Dasch, 1984
- E. romani (Hellen, 1926)
- E. rotundus (Davis, 1898)
- E. rufus (Habermehl, 1920)
- E. scitulus Dasch, 1984
- E. sinuosus Dasch, 1984
- E. sonorensis (Cameron, 1886)
- E. spinosus Dasch, 1984
- E. stenotus Dasch, 1984
- E. thomsonii (Dalla Torre, 1901)
- E. tricostatus (Constantineanu & Petcu, 1969)
- E. tuolumnensis Dasch, 1984
- E. utahensis Dasch, 1984
- E. varicornis (Thomson, 1894)
- E. variornatus (Cameron, 1906)
- E. versutus Atanasov, 1975
- E. vestitus Atanasov, 1975
- E. villosus (Gravenhorst, 1829)
- E. xanthopsis (Ashmead, 1890)
- E. yasumatsui (Uchida, 1952)
- E. yezonis (Uchida, 1928)